# Papa Valentino
Valentino, nato Valentino Leoni (Roma, 780 ca. – Roma, 10 ottobre 827), è stato il 100º Papa della Chiesa cattolica per quaranta giorni dalla fine del mese di agosto all'inizio di ottobre dell'827.

## Biografia
Era romano di nascita, figlio di Leonzio Leoni della Via Lata, di famiglia di ceto elevato. Secondo il Liber pontificalis, venne nominato arcidiacono da Pasquale I. Secondo la leggenda, alla morte del suo predecessore, la nobiltà e il popolo di Roma accorsero nella basilica di Santa Maria Maggiore, dove il santo sacerdote stava pregando. Ivi una colomba, identificata come lo Spirito Santo, acclamò a gran voce: «Valentino, santissimo arcivescovo, è degno della sede apostolica». Portato in Laterano, qui fu incoronato. Leggende a parte, fu eletto all'unanimità da clero, nobiltà e laicato: quest'ultimo, attenendosi rigorosamente alla costituzione dell'824 di Lotario I ratificata da papa Eugenio II, partecipò all'elezione attivamente.
Gli Annali attribuiti a Eginardo, il cronista di Carlo Magno, ci dicono che fu eletto alla fine di agosto ma, dopo la consacrazione, regnò meno di un mese, mentre, se si conta a partire dal giorno dell'elezione, stette sul soglio di Pietro quaranta giorni, ma non ci sono state tramandate date precise, che però possono essere dedotte considerando che Eugenio II morì il 27 agosto e Valentino il 10 ottobre. Questo santo monaco morì ben presto, forse troppo pio per quei tempi così abietti e privi di scrupoli. Nient'altro si sa della sua storia: il Liber pontificalis loda la sua pietà e le sue virtù, ma non cita alcun atto da lui compiuto.